# بیگوآنید
بیگوآنید (به انگلیسی: Biguanide) با فرمول شیمیایی C
۲N
۵H
۷ یک ترکیب شیمیایی با شناسه پاب‌کم ۵۹۳۹ است. که جرم مولی آن ۱۰۱٫۱۱۰۵ g/mol می‌باشد.